# Пельконен, Аарне
Аарне Элиэль Теллерво Пельконен (фин. Aarne Eliel Tellervo Pelkonen; 24 ноября 1891, Яккима — 6 ноября 1959, Хельсинки) — финский гимнаст, серебряный призёр летних Олимпийских игр 1912 года в командном первенстве по произвольной системе.